# Annibale de Gasparis
Annibale de Gasparis (Bugnara, 9 de noviembre de 1819 - Nápoles, 21 de marzo de 1892) fue un astrónomo y matemático italiano.

## Biografía
Desempeñó el cargo de director del Observatorio Astronómico de Capodimonte de Nápoles desde 1864 hasta 1889, profesor de astronomía en la Universidad local desde 1853 y senador designado del reino de Italia (1861). Su nombre fue escrito en ocasiones como Annibal de Gasparis, incluso por sí mismo.

## Descubrimientos
Un gran observador de pequeños planetas, llegó a descubrir visualmente:
- (10) Hygiea (12 de abril de 1849)
- (11) Parthenope (11 de mayo de 1850)
- (13) Egeria (2 de noviembre de 1850)
- (14) Irene (independientemente de John Russell Hind)
- (15) Eunomia (29 de julio de 1851)
- (16) Psyche (17 de marzo de 1852)
- (20) Massalia (19 de septiembre de 1852, independientemente de Jean Chacornac.
- (24) Themis (5 de abril de 1853)
- (63) Ausonia (10 de febrero de 1861)[3]
- (83) Beatrix (26 de abril de 1865)

## Premios y reconocimientos
- Medalla de oro de la Real Sociedad Astronómica (1851).
- Premio Lalande de l'Academia de Ciencias de Francia  (1849-1853).
- Llevan su nombre el asteroide (4279) De Gasparis, el cráter lunar De Gasparis y el Rimae de Gasparis (una fractura de 93 km de longitud cerca del cráter).